# Lac Châtillon (rivière Châtillon)
 (décembre 2018).
Si vous disposez d'ouvrages ou d'articles de référence ou si vous connaissez des sites web de qualité traitant du thème abordé ici, merci de compléter l'article en donnant les références utiles à sa vérifiabilité et en les liant à la section « Notes et références ».
Pour les articles homonymes, voir Châtillon et Lac Châtillon.
Le lac Châtillon est plan d’eau douce constituant le lac de tête de la rivière Châtillon, situé dans Eeyou Istchee Baie-James (municipalité), dans la région administrative du Nord-du-Québec, dans la province de Québec, au Canada.
Ce plan d’eau fait partie de la réserve faunique Assinica. Les zones environnantes sont propices à la chasse et à la pêche. La foresterie constitue la principale activité économique du secteur ; les activités récréotouristiques en second.
Le bassin versant du lac Châtillon est desservi par quelques routes forestières pour la foresterie et les activités récréotouristiques. Ces routes se connectent du côté Ouest à une route principale menant vers le Sud à Chibougamau ; cette route enjambant le détroit entre la partie principale du lac Frotet et la baie Moléon (située au Sud-Ouest de ce dernier lac).
La surface du lac Châtillon est habituellement gelée de la fin octobre au début mai, toutefois la circulation sécuritaire sur la glace se fait généralement de la mi-novembre à la fin d'avril.

## Géographie
Les principaux bassins versants voisins du lac Châtillon sont :
- côté nord : rivière Châtillon, lac Troilus, lac Avranches, lac Canotaicane, lac de l'Hirondelle (rivière Natastan), rivière Broadback, lac Cocomenhani, rivière Natastan ;
- côté est : lac Frotet, lac Troilus, lac Savignac, lac Bueil, rivière De Maurès ;
- côté sud : lac Frotet, baie Moléon, lac Regnault, lac Oudiette, lac Opataca, rivière Brock Nord, rivière Brock (rivière Chibougamau) ;
- côté ouest : rivière Châtillon, rivière Broadback, lac Pétrée.

Situé à l’Ouest du lac Mistassini, le lac Châtillon comporte une superficie de 9,67 km2. Ce lac comporte une longueur de 17,3 km vers le Nord-Est soit la même orientation que plusieurs plans d’eau de cette zone, une largeur maximale de 1,9 km et une altitude de 377 m.
D’une forme complexe, le lac Châtillon comporte un archipel de plusieurs dizaines d’îles, de nombreuses baies et presqu’îles. Ce lac comporte les caractéristiques suivantes (sens horaire à partir de l’embouchure) :
- une longue baie s’étirant sur 10,1 km vers le Nord-Est ; cette baie se rétrécit à plusieurs endroits par des avancées de presqu’îles ;
- une presqu’île, s’étirant sur 1,8 km vers le Nord-Ouest, soit vers le milieu de la partie principale du lac ;
- baie secondaire de la rive Sud, s’étirant sur 1,8 km vers le Sud ;
- une zone humide (marais) dans la bande de terre d’une largeur de 3,1 km entre le lac Châtillon et le lac Frotet (situé au Sud-Est du lac Châtillon) ;
- une presqu’île s’étirant sur 2,4 km vers le Sud ;
- une baie en forme de « h » que le courant parcourt sur 17,1 km d’abord vers le Nord-Est, vers le Nord, puis vers le Sud-Ouest, jusqu’à l’embouchure du lac.

L’embouchure du lac Châtillon est localisée au fond d’une baie du Nord du lac, soit à :
- 17,8 km à l’Est de l’embouchure de la rivière Châtillon ;
- 58,1 km à l’Ouest du lac Mistassini ;
- 84 km au Sud-Ouest de l’embouchure du lac Mistassini qui constitue la tête de la rivière Rupert ;
- 75,2 km au Nord-Ouest du centre du village de Mistissini (municipalité de village cri) ;
- 101,7 km au Nord du centre-ville de Chibougamau ;
- 149,2 km à l’Est de l’embouchure du lac Evans ;
- 293,7 km à l’Est de la confluence de la rivière Broadback et de la baie de Rupert[1].

## Toponymie
Le terme « Châtillon » constitue un patronyme de famille d’origine française.
Le toponyme « lac Châtillon » a été officialisé le 6 juin 1970 par la
Commission de toponymie du Québec.